# Sandvita
Sandvita (Berteroa incana) är en flerårig ört i familjen korsblommiga växter.

## Beskrivning
Sandvitan har örtstånd och skidor av grågrön, stundom till och med vitgrå färgton. Denna färg förorsakas av ett tätt överdrag av stjärnhår, ett slags hårighet som inte är ovanlig inom de korsblommiga växterna hos de arter som växer på mycket heta eller starkt blåsiga platser. Genom dessa hårbildningar håller växten under längre tid kvar regn och dagg och fördelar vattendropparna till ett jämnt vattenlager över sin yta. Dessutom bidrar en dylik ytbeklädnad sannolikt att dämpa växtens vattenavdunstning under torr väderlek (jämför till exempel hedblomstret) och är slutligen genom sin ljusa färg ett skydd mot stark solbelysning.
Släktet sandvitor har djupt tvåkluvna kronblad och igenkänns dessutom på den smalt elliptiska, inte hinnkantade skidan och dennas tydligt förlängda spröt. Sandvita är mångårig med kvarlevande pålrot (jämför med ryssgubbar). Den ses i blomning långt in på senhösten.
Sandvitan har en tillplattad fröskida, men i den riktningen, att bredsidorna är parallella med mellanväggen. Skidans två valvler är plattade och upptar hela bredsidorna (ej dubbelvikna som hos till exempel släktena skärvfrön och lomme), och mellanväggen är av samma bredd som de. Här saknas därför den mittlinje på vardera plattsidan, den sitter nämligen hos sandvitesläktet längs skidans smala kanter.

## Utbredning och förekomst
Dess förekomst är tämligen begränsad; i vissa delar av Skåne är den allmän på grus och sand, vid vägar, på åkrar och så vidare. Sedan Linnés tid har den spritt sig ända upp till södra Norrland, men är vanlig bara vid några större städer (till exempel Stockholm och Uppsala), huvudsakligen på grusiga platser (barlast, järnvägsbankar), men även på trädor och gräsbackar, eller till och med på frodigare gräsmark, där den får renare gröna blad. Den finns även på spridda ställen i södra och mellersta Norge, där den är iakttagen sedan 1826, samt i södra och mellersta Finland.